# Stadhuis van Roermond
Het stadhuis van Roermond is gelegen aan de Markt van de stad Roermond.

## Geschiedenis
Al in 1399 wordt er gesproken van een 'raithuys' aan de Markt. Op 16 juli 1554 legde een stadsbrand de binnenstad in de as en verwoestte ook het stadhuis. Het werd de jaren daarop herbouwd. Rond 1700 kreeg het stadhuis een grote verbouwing met de huidige voorgevel. Het diende vanaf toen ook als vergaderplaats voor de Staten van het Overkwartier van Gelre. In 1695 werd er begonnen met de bouw van een ridderkamer. In 1876 werd de voorgevel van het stadhuis gecementeerd volgens een plan van de architect Ch. Weber. In 1905 werd het stadhuis grondig gerestaureerd en uitgebreid met onder meer een nieuwe raadzaal. Van oktober 1953 tot 1955 werd een renovatie uitgevoerd en werd het pand Markt 32 bij het stadhuis gevoegd. Later werd achter het stadhuis nieuwbouw uitgevoerd (kelder en vier bouwlagen).
In het torentje van het stadhuis bevindt zich een klokkenspel of beiaard waarbovenop draaiende beelden voorbijkomen. De beiaard is in 1982 geschonken ter gelegenheid van het 750-jarig bestaan van de stad Roermond. In 1995 werd het klokkenspel aangevuld met een groep bewegende beelden die elke middag om 12.00 uur rond de toren van het stadhuis draaien.